# صندلی درازکش

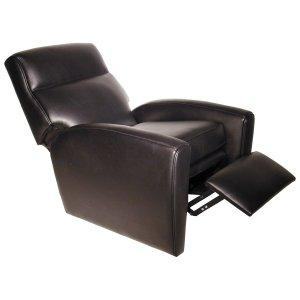
یک صندلی درازکش

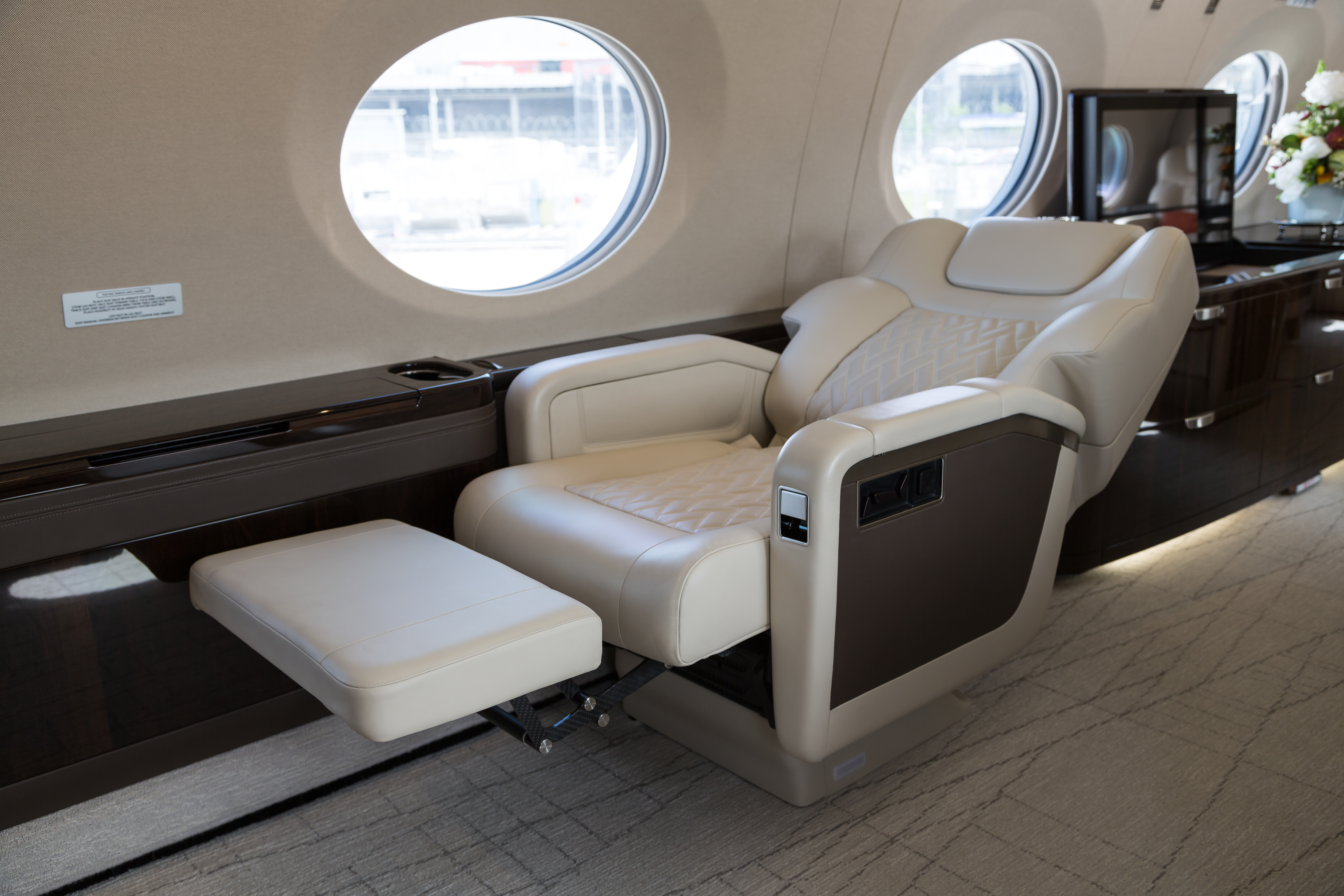
صندلی درازکش تعبیه‌شده در یک جت تجاری

صندلی درازکش (به انگلیسی: Recliner) صندلی یا مبل راحتی قابل تنظیمی است که وقتی سرنشین، پشتیِ صندلی را پایین می‌آورد و جلوی آن را بالا می‌برد، می‌تواند دراز بکشد. دارای یک تکیه‌گاه است که می‌توان آن را به عقب کج کرد، و اغلب یک زیرپایی دارد که ممکن است با استفاده از یک اهرم در کنار صندلی کشیده شود، یا ممکن است به‌طور خودکار در هنگام خوابیدن پشتی کشید و باز شود.
صندلی درازکش به نام‌های صندلی تکیه‌گاه‌دار، صندلی لمیدنی و صندلی راحتی نیز شناخته می‌شود.
تکیه‌گاه‌های مدرن اغلب دارای یک تکیه‌گاه قابل تنظیم، تکیه‌گاه کمر و یک زیرپایی مستقل هستند که با وزن و زاویه پاهای کاربر تنظیم می‌شود تا راحتی را به حداکثر برسانند. ویژگی‌های افزودهٔ دیگر شامل گرما، ماساژ و لرزش است. برخی از مدل‌ها با قابلیت ویلچر دسترس‌پذیر هستند.
صندلی‌های درازکش همچنین می‌توانند یک وضعیت تقریباً طاق‌باز برای خواب داشته باشند (از آن‌ها مبلمان چند منظوره می‌سازند)، و در هواپیماها و قطارها و همچنین در خانه‌ها رایج هستند.

## ریشه‌شناسی
کلمهٔ «ریکلین» برای اولین بار در دههٔ ۱۶۶۰ میلادی استفاده شد که در نهایت از کلمهٔ لاتین reclinare گرفته شده است. این اصطلاح لاتین، پیشوند re- به معنی «پشت» را با clinare به معنی «خم شدن» ترکیب می‌کند. در آغاز سال ۱۸۸۰ میلادی، کلمهٔ «درازکش» برای اولین بار برای توصیف یک نوع صندلی استفاده شد.

## تاریخچه
در حدود سال ۱۸۵۰ میلادی، فرانسوی‌ها یک تخت کمپ درازکش را معرفی کردند که می‌توانست به عنوان صندلی، تخت و شزلون استفاده کند. قابل حمل بود و دارای پایه‌های بازویی و قاب فولادی بود. در اواخر دههٔ ۱۸۰۰ میلادی، طرح‌های زیادی برای صندلی‌های متحرک که از چوب با صندلی و پشتی پددار ساخته شده بودند، یافت شد. طرح‌هایی از فرانسه و آمریکا که شامل یک سند یا کتاب هستند. طبق گزارش‌ها، اولین صندلی درازکش متعلق به ناپلئون سوم بود.
کنابوش و شومیکر، دو پسر عموی آمریکایی، حق ثبت اختراع یک صندلی چوبی را به دست آورده‌اند. طرح همان نیمکت چوبی بود که در طرح‌های دیگر یافت می‌شد. این حق ثبت که در سال ۱۹۲۸ میلادی صادر شد، منجر به تأسیس لی-زی-بوی شد. در سال ۱۹۳۰ میلادی، کنابوش و شومیکر یک مدل روکش‌دار با حرکت مکانیکی به ثبت رساندند.
در سال ۱۹۵۹ میلادی، دانیل اف. کالدمایر یک اختراع را به عنوان مالک شرکت ملی تولید مبلمان مستقر در ایوانزویل، ایندیانا، ثبت کرد. این طرح بر اساس علم سینتیک بود که او در طول خدمت در نیروی هوایی ایالات متحدهٔ آمریکا از آن استفاده کرد. طرح او توسط ناسا برای صندلی‌های پروژه‌های مرکوری، جمینای و آپولو استفاده شد.
صندلی‌های او در اتاق آماده‌سازی برای این ماموریت‌ها استفاده می‌شد و در فیلم آپولو ۱۳ دیده می‌شود. سرویس مخفی ۵۰ عدد از آن‌ها را برای رئیس‌جمهور لیندون بینز جانسون به عنوان هدیهٔ کریسمس خرید. عکسی در مجلهٔ لایف، پرزیدنت جانسون را پس از عمل جراحی کیسه صفرا در حالی که روی یکی از این صندلی‌ها نشسته، پیراهن خود را بالا زده و جای زخم خود را نشان می‌دهد، چاپ شد. مهر ریاست جمهوری روی این صندلی‌ها نقش بسته بود که یکی در حال حاضر در موسسه اسمیتسونین و دیگری در کتابخانه و موزهٔ لیندون بینز جانسون است. کالدمایر با بیش از ۳۰۰ حق ثبت اختراع، بالابر تکیه‌گاه پا، گرم‌کن نشیمن و امکانات ماساژ را به این صندلی اضافه کرد و ثبت اختراع اولین مرکز سرگرمی را داشت.